# Bigoudis et Permanente
Pour plus de détails, voir Fiche technique et Distribution.
Bigoudis et Permanente (Permanent) est un film américain réalisé par Colette Burson (en) sorti en 2017.

## Synopsis
1982, dans une petite ville de Virginie, Aurélie, environ 12 ans, veut se faire une permanente pour s'intégrer dans son nouveau collège. Ses parents, Jim et Jeanne, qui ont peu de moyens, trouvent la solution économique en lui emmenant faire sa coupe dans une école de coiffure. Mais le résultat est déplorable. Aurélie a du mal à s'intégrer dans sa nouvelle classe et elle est victime de moqueries de ses camarades. Pendant ce temps, ses parents ont d'autres problèmes, entre le père qui n'assume pas de devenir chauve et la mère qui s'interroge sur son couple.

## Fiche technique
- Titre : Bigoudis et Permanente
- Titre original : Permanent
- Réalisation et scénario : Colette Burson (en)
- Photographie : Paula Huidobro
- Montage : Chris Plummer (en)
- Musique : Craig Wedren, Joe Wong[réf. souhaitée]
- Production : Mary Ann Marino, Haroula Rose (en), Sam Bisbee (en), Joshua Blum
- Sociétés de production : 2929 Productions, Park Pictures, Washington Square Films
- Pays d'origine :  États-Unis
- Langue originale : anglais
- Format : 1.85 - couleur
- Genre : comédie
- Durée : 90 minutes
- Dates de sortie :
  -  États-Unis : 15 décembre 2017
  -  France : 28 juin 2018 (VOD)

## Distribution
- Patricia Arquette (VF : Sylvie Santelli) : Jeanne Dickson
- Rainn Wilson (VF : Eric Bonicatto) : Jim Dickson
- Kira McLean (VF : Fanny Gatibelza) : Aurélie Dickson
- Alexis Leggett : Missy
- Kaleigh Jo Keller (VF : Caroline Lemaire) : Kelly
- Brian Bremer : Barry
- Jacqueline Jones : Maylene
- Jenna Brister : Sally